# Condado de Blount (Tennessee)
El condado de Blount (en inglés: Blount County, Tennessee), fundado en 1795, es uno de los 95 condados del estado estadounidense de Tennessee. En el año 2000 tenía una población de 105.823 habitantes con una densidad poblacional de 73 personas por km². La sede del condado es Maryville.

## Geografía
Según la Oficina del Censo, el condado tiene un área total de 1469 km² (567,2 mi²), de la cual 1448 km² (559,1 mi²) es tierra y 21 km² (8,1 mi²) es agua.

### Condados adyacentes
- Condado de Knox norte
- Condado de Sevier este
- Condado de Swain sur
- Condado de Graham suroeste
- Condado de Monroe suroeste
- Condado de Loudon - oeste

## Demografía
En el 2000 la renta per cápita promedia del condado era de $37,862, y el ingreso promedio para una familia era de $45,038. El ingreso per cápita para el condado era de $19,416. En 2000 los hombres tenían un ingreso per cápita de $31,877 contra $23,007 para las mujeres. Alrededor del 9.70% de la población estaba bajo el umbral de pobreza nacional.

## Lugares

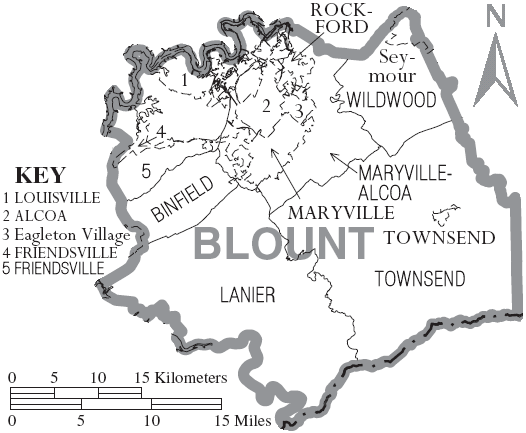
Mapa del Condado de Blount

### Ciudades y pueblos
- Alcoa
- Friendsville
- Louisville
- Maryville
- Rockford
- Townsend

### Comunidades no incorporadas
- Alnwick
- Binfield
- Clover Hill
- Cold Springs
- Dry Valley
- Eagleton Village (CDP)
- Happy Valley
- Kinzel Springs
- Laws Chapel
- Melrose
- Mentor
- Mint
- Seymour (CDP, parte, en el Condado de Sevier)
- Six Mile
- Sunshine
- Walland
- Wildwood

### Comunidades Antiguas
- Cades Cove
- Calderwood
- Tremont

### Principales carreteras
- Carreteras interestatales
  - Interestatal 140

- Carreteras en EE. UU.
  - U.S. Route 129 Airport Hwy/Alcoa Hwy, Hwy 411 South y Calderwood Hwy
  - U.S. Route 321 Lamar Alexander Pkwy y Wears Valley Road
  - U.S. Route 411 Broadway y Sevierville Road

- Carreteras estatales
  - TN State Primary Route 33 Old Knoxville Hwy, Broadway y Hwy 411 South
  - TN State Primary Route 35 Sevierville Road, Washington Street y North Hall Road
  - TN State Primary Route 72 Calderwood Hwy
  - TN State Primary Route 73 Lamar Alexander Pkwy y Wears Valley Road
  - TN State Primary Route 115 Airport Hwy/Alcoa Hwy, Hwy 411 South y Calderwood Hwy
  - TN State Primary Route 162 Pellissippi Pkwy

- Rutas Secundaria
  - TN Secondary Route 333 Topside Road, Louisville Road, Quarry Rd y Miser Station Road
  - TN Secondary Route 334 Louisville Road
  - TN Secondary Route 335 William Blount Drive, Hunt Road y Old Glory Road
  - TN Secondary Route 336 Montvale Road, Six Mile Road, Brick Mill Road
  - TN Secondary Route 337 Wears Valley Road
  - TN Secondary Route 429 Airbase Road
  - TN Secondary Route 446
  - TN Secondary Route 447

- Carreteras de EE. UU. Servicio de Parques
  - Foothills Parkway
  - Little River Road
  - Laurel Creek Road
  - Wears Valley Loop Road

### Aeropuertos
TYS, Aeropuerto McGhee Tyson